# 德國掃雷局
德國掃雷局（英語：German Mine Sweeping Administration）是由前納粹德國海軍的船員和船隻組成的盟軍組織，其目的是在第二次世界大戰後進行掃雷，從1945年6月到1948年1月主要在北海和波羅的海進行掃雷。
德國掃雷局於1945年6月21日在盟軍特別是英國皇家海軍的監督下成立，旨在清除北海和波羅的海的水雷。它由近300艘船隻上的27,000名成員組成。